# Art Evans
Pour les articles homonymes, voir Evans.
Arthur James Evans, dit Art Evans, né le 27 mars 1942 à Berkeley (Californie) et mort le 21 décembre 2024 à Los Angeles (Californie), est un acteur américain.

## Biographie

### Carrière
Au théâtre, Art Evans joue à Broadway en 1965, dans Le Coin des Amen (en) de James Baldwin, aux côtés de Juanita Moore et Frank Silvera, puis Off-Broadway en 1971, dans Pinkville de George Tabori, avec Michael Douglas et Raul Julia.
Au cinéma, son premier film — dans un petit rôle non crédité — est Claudine de John Berry (avec Diahann Carroll et James Earl Jones), sorti en 1974.
Suivent cinquante-sept autres films américains jusqu'en 2013, dont Leadbelly de Gordon Parks (1976, avec Roger E. Mosley dans le rôle-titre, lui-même personnifiant Blind Lemon Jefferson), A Soldier's Story de Norman Jewison (1984, avec Howard E. Rollins Jr. et Adolph Caesar), 58 minutes pour vivre de Renny Harlin (1990, avec Bruce Willis et William Sadler), ou encore Une vie à deux de Rob Reiner (1999, avec Bruce Willis et Michelle Pfeiffer).
Pour la télévision, Art Evans contribue à trente-quatre séries entre 1976 et 2014, dont Capitaine Furillo (trois épisodes, 1981-1984), Dingue de toi (deux épisodes, 1992) et X-Files : Aux frontières du réel (un épisode, 2000).
S'ajoutent seize téléfilms de 1975 à 1999, dont La Troisième Guerre mondiale de David Greene et Boris Sagal (1982, avec David Soul et Brian Keith).

## Théâtre (sélection)
- 1965 : Le Coin des Amen (en) (The Amen Corner) de James Baldwin, mise en scène de Frank Silvera (Broadway) : David
- 1971 : Pinkville de George Tabori (Off-Broadway) : « Suck Ass »

## Filmographie partielle

### Cinéma
- 1974 : Claudine de John Berry : le jeune frère
- 1976 : Leadbelly de Gordon Parks : Blind Lemon Jefferson
- 1977 : Touche pas à mon gazon (Fun with Dick and Jane) de Ted Kotcheff : un client du bar
- 1979 : Ne tirez pas sur le dentiste (The In-Laws) d'Arthur Hiller : un chauffeur
- 1979 : Tendre Combat (The Main Event) d'Howard Zieff : un boxeur
- 1982 : Meurtres en direct (Wrong Is Right) de Richard Brooks : un garde de Warehouse
- 1982 : Class Reunion (National Lampoon's Class Reunion) de Michael Miller : Carl Clapton
- 1983 : Christine de John Carpenter : L'homme tué par Christine au début du film dans l'usine
- 1984 : A Soldier's Story de Norman Jewison : le soldat Wilkie
- 1985 : Vampire, vous avez dit vampire ? (Fright Night) de Tom Holland : le détective Lennox
- 1985 : Série noire pour une nuit blanche (Into the Night) de John Landis : Jimmy
- 1986 : Y a-t-il quelqu'un pour tuer ma femme ? (Ruthless People) de Jerry Zucker, Jim Abrahams et David Zucker : le lieutenant Bender
- 1986 : Native Son de Jerrold Freedman : Doc
- 1987 : White of the Eye de Donald Cammell : le détective Charles Mendoza
- 1988 : School Daze de Spike Lee : Cedar Cloud
- 1990 : Deux Flics à Downtown (Downtown) de Richard Benjamin : Henry Coleman
- 1990 : 58 Minutes pour vivre (Die Hard 2: Die Harder) de Renny Harlin : Leslie Barnes
- 1992 : Les Pilleurs (Trespass) de Walter Hill : Bradlee
- 1997 : Le Flic de San Francisco (Metro) de Thomas Carter : le lieutenant Sam Baffett
- 1999 : Une vie à deux (The Story of Us) de Rob Reiner : George

### Télévision

#### Séries
- 1976 : Sergent Anderson (Police Woman)
  - Saison 3, épisode 2 Les Militants (Tender Soldier) de Corey Allen : Russ Singer
- 1979 : MASH (M*A*S*H)
  - Saison 8, épisode 8 La Vengeance de madame Li (Private Finance) de Charles S. Dubin : Dolan
- 1981-1984 : Capitaine Furillo (Hill Street Blues)
  - Saison 1, épisode 3 Ah ! La politique (Politics as Usual, 1981) de Robert Butler : le deuxième chauffeur
  - Saison 2, épisode 7 Morceau de choix (Chipped Beef, 1981) : William Teacher
  - Saison 4, épisode 20 Vidéo poker (Hair Apparent, 1984) de Corey Allen : Floyd Joyner
- 1983 : L'Homme qui tombe à pic (The Fall Guy)
  - Saison 3, épisode 2 Les Risques du métier (Trauma) de Ted Lange : un garde
- 1986-1988 : Comment se débarrasser de son patron (9 to 5)
  - Saison 4 et 5, 12 épisodes : Morgan
- 1990 : Docteur Doogie (Doogie Houser, M.D.)
  - Saison 2, épisode 6 Doogie Sings the Blues d'Eric Laneuville : Jimmy
- 1991 : Jack Killian, l'homme au micro (Midnight Caller)
  - Saison 3, épisode 19 Un cri dans la nuit (A Cry in the Night) : Garland Atkins
- 1992 : Dingue de toi (Mad About You)
  - Saison 1, épisode 4 Une revenante (Out of the Past) et épisode 6 Je suis très contente pour toi (I'm Just So Happy for You) : Ike
- 1994 : La Vie de famille (Family Matters)
  - Saison 6, épisode 11 Touche pas à ma copine (Miracle on Elm Street) : Ben
- 1996 : Walker, Texas Ranger
  - Saison 5, épisode 3 Le Fantôme de l'indien (Ghost Rider) : Walt Taylor
- 2000 : X-Files : Aux frontières du réel (The X-Files)
  - Saison 7, épisode 20 Doubles (Fight Club) : Argyle Saperstein
- 2001 : Totalement jumelles (So Little Time)
  - Saison unique, épisode 6 Message reçu (You've Got Mail) de Mark Cendrowski : Clayton Simms
- 2007 : Tout le monde déteste Chris (Everybody Hates Chris)
  - Saison 2, épisode 13 Tout le monde déteste la neige (Everybody Hates Snow Day) : Luther
- 2007-2009 : Retour à Lincoln Heights (Lincoln Heights)
  - Saison 1, épisode 12 House Arrest (2007) : Pinky
  - Saison 4, épisode 7 Relative Unknown d'Ernest R. Dickerson : Pinky
- 2011 : Last Man Standing
  - Saison 1, épisode 3 Scandale à la crêche (Grandparents Day) de John Pasquin : Mort

#### Téléfilms
- 1975 : The Orphan and the Dude de James Frawley : Curtis « The Dude » Brown
- 1977 : Minstrel Man de William A. Graham : Tambo
- 1977 : Roosevelt and Truman de James Burrows : Roosevelt
- 1979 : Some Kind of Miracle de Jerrold Freedman : Elvis
- 1982 : La Troisième Guerre mondiale (World War III) de David Greene et Boris Sagal : Buford
- 1985 : Dans des griffes de soie (Seduced) de Jerrold Freedman : le premier policier
- 1986 : Long Time Gone de Robert Butler : le premier voisin
- 1991 : Revenge of the Nerds de Peter Baldwin : Wallace Carter
- 1998 : La Rage de survivre (Always Outnumbered) de Michael Apted : Markham Peale